# راب لترمن
راب لترمن (انگلیسی: Rob Letterman؛ زادهٔ) یک کارگردان اهل ایالات متحده آمریکا است.

## فیلم شناسی
- شرک (2001 - propellerhead: Los Angeles pre-production)
- داستان کوسه (2004 - director, screenplay)
- هیولاها علیه بیگانگان (2009 - director, screenplay & story, voice of Secret Service Man #۱)
- سفرهای گالیور (2010 - director)
- مورمور (2015 - director)
- کاپیتان زیرشلواری: اولین فیلم حماسی (2017 - co-director)
- مورمور (2018 - director)[۱]